# ジャン＝シャルル・トルアバル
ジャン＝シャルル・トルアバル（Jean-Charles Trouabal、1965年5月20日 ‐ ）は、フランス・パリ出身で短距離走を専門にしていた元陸上競技選手。1991年東京世界選手権男子4×100mリレーの銀メダリスト。4×100mリレーの元世界記録保持者。

## 経歴
1990年9月1日、ヨーロッパ選手権男子4×100mリレー決勝でフランスチーム（マクシ・モリニエール、ダニエル・サングーマ、トルアバル、ブルーノ・マリーローズ）の3走を務め、1987年にアメリカがマークした37秒83を更新する37秒79の世界新記録樹立に貢献した。この記録は翌年の8月3日にサンタモニカトラッククラブが37秒79をマークして並ばれると、その4日後に37秒67をマークしたアメリカによって更新された。
1991年8-9月、東京世界選手権男子200mでは決勝に進出するも、20秒58（-3.4）の6位でメダルには0秒09届かなかった。しかし、男子4×100mリレー決勝ではフランスチーム（マクシ・モリニエール、ダニエル・サングーマ、トルアバル、ブルーノ・マリーローズ）の3走を務め、フランス記録（37秒79）に迫る37秒87で銀メダル獲得に貢献。37秒50の世界新記録（当時）で優勝したアメリカには及ばなかったものの、フランスにこの種目初のメダルをもたらした。
1993年8月20日、シュトゥットガルト世界選手権男子200m決勝で20秒20（+0.3）の自己ベストをマークするも、3位までが19秒台という高速決着となったためメダルには届かず、前回大会と同じ6位に終わった。

## 自己ベスト
記録欄の（　）内の数字は風速（m/s）で、+は追い風を意味する。
| 種目 | 記録          | 年月日        | 場所               | 備考 |
| 屋外 | 屋外          | 屋外          | 屋外               | 屋外 |
| ---- | ------------- | ------------- | ------------------ | ---- |
| 100m | 10秒19 (-0.9) | 1993年7月24日 | アヌシー           |      |
| 200m | 20秒20 (+0.3) | 1993年8月20日 | シュトゥットガルト |      |
| 300m | 32秒42        | 1989年9月23日 | ブロワ             |      |
| 室内 |               |               |                    |      |
| 60m  | 6秒65         | 1992年2月15日 | ボルドー           |      |
| 200m | 21秒17        | 1988年2月21日 | リエヴァン         |      |

## 主要大会成績
備考欄の記録は当時のもの
| 年   | 大会                      | 場所               | 種目    | 結果    | 記録          | 備考             |
| ---- | ------------------------- | ------------------ | ------- | ------- | ------------- | ---------------- |
| 1987 | ユニバーシアード (en)     | ザグレブ           | 100m    | 3位     | 10秒25        |                  |
| 1987 | ユニバーシアード (en)     | ザグレブ           | 4x100mR | 2位     | 39秒42 (3走)  |                  |
| 1987 | 地中海競技大会 (en)       | ラタキア           | 200m    | 3位     | 20秒88        |                  |
| 1988 | ヨーロッパ室内選手権 (en) | ブダペスト         | 200m    | 準決勝  | 21秒31        |                  |
| 1988 | オリンピック              | ソウル             | 100m    | 2次予選 | 10秒41        |                  |
| 1989 | フランス語圏競技大会 (en) | ラバト             | 200m    | 3位     | 20秒71        |                  |
| 1989 | フランス語圏競技大会 (en) | ラバト             | 4x100mR | 優勝    | 38秒75 (3走)  |                  |
| 1989 | ユニバーシアード (en)     | デュースブルク     | 4x100mR | 3位     | 39秒67 (4走)  |                  |
| 1990 | ヨーロッパ選手権 (en)     | スプリト           | 200m    | 2位     | 20秒31 (0.0)  |                  |
| 1990 | ヨーロッパ選手権 (en)     | スプリト           | 4x100mR | 優勝    | 37秒79 (3走)  | 世界記録         |
| 1991 | 世界選手権                | 東京               | 200m    | 6位     | 20秒58 (-3.4) |                  |
| 1991 | 世界選手権                | 東京               | 4x100mR | 2位     | 37秒87 (3走)  |                  |
| 1992 | オリンピック              | バルセロナ         | 200m    | 1次予選 | DNF           |                  |
| 1993 | 地中海競技大会 (en)       | ナルボンヌ         | 100m    | 2位     | 10秒24 (+1.4) |                  |
| 1993 | 地中海競技大会 (en)       | ナルボンヌ         | 4x100mR | 優勝    | 38秒96 (3走)  |                  |
| 1993 | 世界選手権                | シュトゥットガルト | 200m    | 6位     | 20秒20 (+0.3) | 自己ベスト       |
| 1993 | 世界選手権                | シュトゥットガルト | 4x100mR | 準決勝  | DQ (3走)      | 予選38秒94 (3走) |
| 1994 | ヨーロッパ選手権 (en)     | ヘルシンキ         | 200m    | 5位     | 20秒70 (-0.1) |                  |
| 1994 | ヨーロッパ選手権 (en)     | ヘルシンキ         | 4x100mR | 優勝    | 38秒57 (3走)  |                  |
| 1994 | ワールドカップ (en)       | ロンドン           | 4x100mR | 5位     | 39秒46 (3走)  | ヨーロッパ代表   |
| 1995 | 世界選手権                | ヨーテボリ         | 200m    | 準決勝  | 20秒58 (+0.3) |                  |
| 1995 | 世界選手権                | ヨーテボリ         | 4x100mR | 準決勝  | DNF (3走)     | 予選38秒82 (3走) |